# أندرياس برلين
أندرياس برلين (بالسويدية: Andreas Berlin)‏ هو مستكشف سويدي، ولد في 20 مايو 1746 في أونغيرمانلاند في السويد، وتوفي في 2 يونيو 1773 في غينيا بسبب غرق.